# Ałtajski Państwowy Uniwersytet Rolniczy
Ałtajski Państwowy Uniwersytet Rolniczy (ros. Алтайский государственный аграрный университет, АГАУ) – rosyjski państwowy uniwersytet założony 3 grudnia 1943 w Barnaule.

## Historia
Uniwersytet, jedna z najstarszych uczelni Kraju Ałtajskiego, został utworzony w 1943 na bazie ewakuowanego z Lenigradu Puszkińskiego Uniwersytetu Rolniczego.

## Statystyki
W 2021 na Uniwersytecie studiowało ponad 7000 studentów na 7 fakultetach.

## Fakultety
- agronomiczny;
- inżynieryjny;
- biologiczno-technologiczny;
- ekonomiczny;
- weterynaryjny;
- inżynierii naturalnej;
- kształcenia zaocznego;
- Centrum Edukacji Humanistycznej.

## Katedry
- dyscyplin humanitarnych;
- języków obcych;
- wychowania fizycznego.

## Kampusy i budynki uczelniane
Studentom Uniwersytet oferuje 2349 miejsc mieszkalnych, w tym dla studentów I roku (rok akademicki 2021/22) – około 374 miejsca. Studenci studiów zaocznych otrzymują miejsca w zależności od liczby wolnych.

## Władze

### Założyciel i nadzorujący
Ministerstwo Rolnictwa Federacji Rosyjskiej; minister rolnictwa Dmitrij Patruszew

### Rektorzy
- rektor Nikołaj Kołpakow
- prorektor Siergiej Zawaliszyn
- prorektor Jewgienij Popow
- prorektor Jurij Bugaj
- zastępca rektora Władimir Tomczuk
- kierownik gospodarczy Aleksiej[1]

## Znani absolwenci i studenci
- Iwan Łoor, poseł do Dumy;
- Aleksandr Bardin;
- Rodion Bukaczakow;
- Walery Czaptynow[1].